# Chthonerpeton noctinectes
Chthonerpeton noctinectes és una espècie d'amfibi Gimnofió de la família Typhlonectidaeendèmica del Brasil que habita en prades tropicals o subtropicals inundades en algunes estacions, pantans, llacs d'aigua dolça i pastures.